# Lussat (Puy-de-Dôme)
Lussat település Franciaországban, Puy-de-Dôme megyében. Lakosainak száma 944 fő (2022. január 1.). Lussat Chappes, Chavaroux, Malintrat, Les Martres-d’Artière, Pont-du-Château és Saint-Beauzire községekkel határos.

## Népesség
A település népességének változása:
| Lakosok száma | 910  | 920  | 937  | 917  | 916  | 907  | 925  | 939  | 944  |
|               | 2013 | 2015 | 2016 | 2017 | 2018 | 2019 | 2020 | 2021 | 2022 |